# Muixeranga d'Algemesí
La Muixeranga d'Algemesí, también conocida como Amics de la Muixeranga d'Algemesí, es un grupo personas que desde 1973 da continuidad a la centenaria tradición muixeranguera de esta población valenciana, documentada desde 1733 como parte de les procesiones de las Fiestas de Nuestra Señora de la Salud.
El nombre de muixeranga se aplica tanto a las figuras y a las torres humanas que se construyen, como a los grupos de personas que las ejecutan, como a la música que les acompaña, como, incluso, a las mismas fiestas en algunos lugares. En el caso de Algemesí, la fiesta es la de la Virgen de la Salud, y la muixeranga es una de las actividades. Además, y como caso excepcional, es la única población donde hay dos collas muixerangueras, la Muixeranga d'Algemesí –de la que trata este artículo- y la Nova Muixeranga d'Algemesí.

## Origen

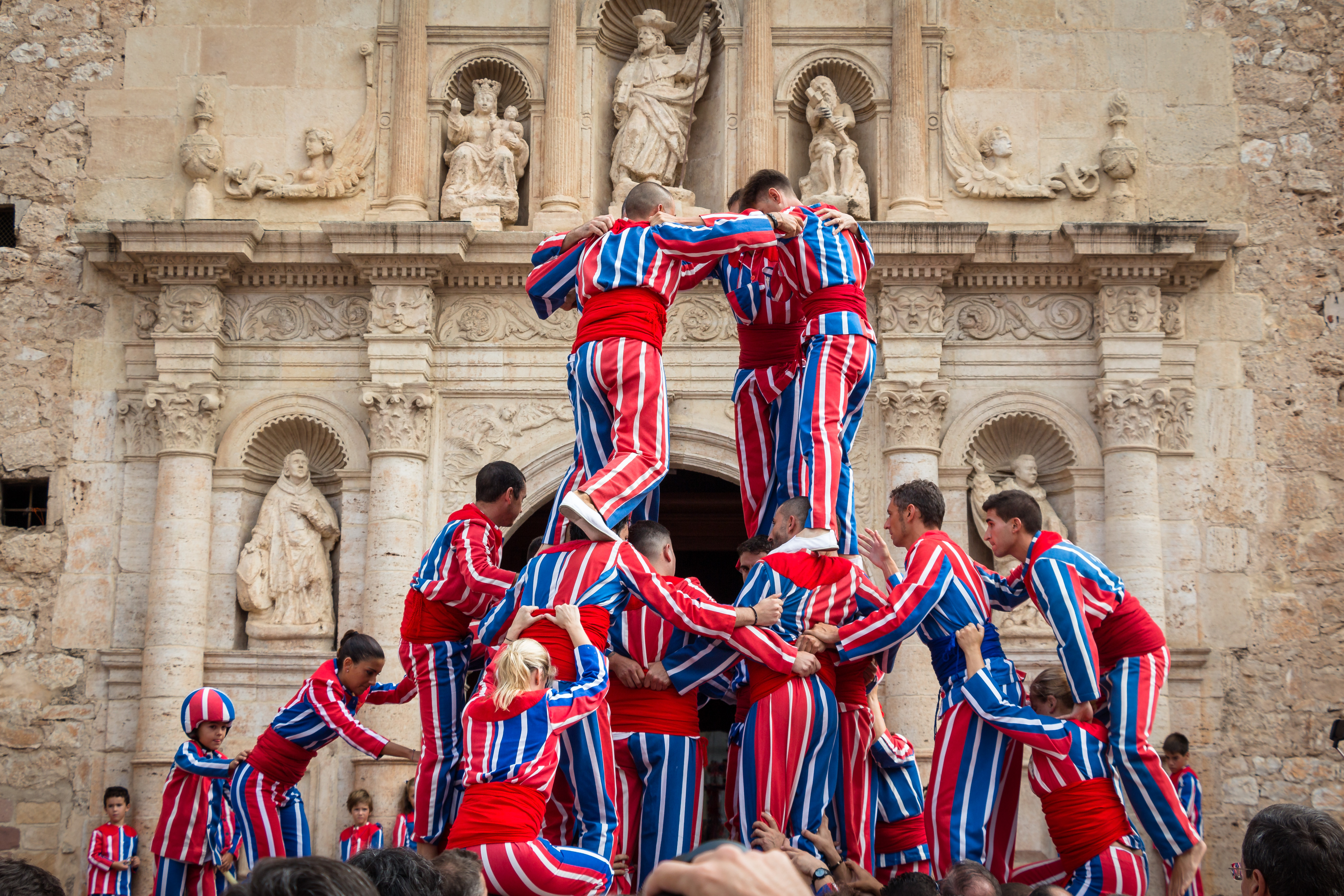
Alzado de una torre

La Fiesta de Nuestra Señora de la Salud se celebra de manera solemne a Algemesí desde 1724. Una de las partes de la fiesta es la muixeranga, que aparecía en las diferentes procesiones. A mediados del siglo XX, el número de muixerangueros era de treinta.
Tradicionalmente los muixerangueros eran personas con pocos recursos económicos que vivían en los barrios perifèrics de la población, y en muchas ocasiones no estaban bien vistos per las gentes de orden de la población. Algunos estudiosos, como Joaquim Pérez (1998) hablan de una imagen de gente aficionada a la bebida. Actuar en la fiesta mayor, en plena época de cosechas, suponía para muchos de ellos perder un jornal, y la situación económica de la mayoría de las familias hacía necesaria una remuneración, que también recibían por otros bailes. Sin embargo en 1973, muixerangueros y festeros no llegaron a un acuerdo. En consecuencia, la Muixeranga  no salió en la Procesión de las Promesas, la primera de las fiestas. El hecho no va pasó inadvertido, pues el dulzainero que hacía el acompañamiento sí que hizo toda la procesión tocando su canción.
En aquel momento y sin apenas tiempo para ensayar, un grupo de antiguos alumnos de los Maristas, encabezados por el Hermano Agustín Aisa, resolvió la situación formando una nueva colla de muixerangueros que, bajo las órdenes de Tomàs Pla, pudo participar al día siguiente en la procesión de Volta General.

## Indumentaria

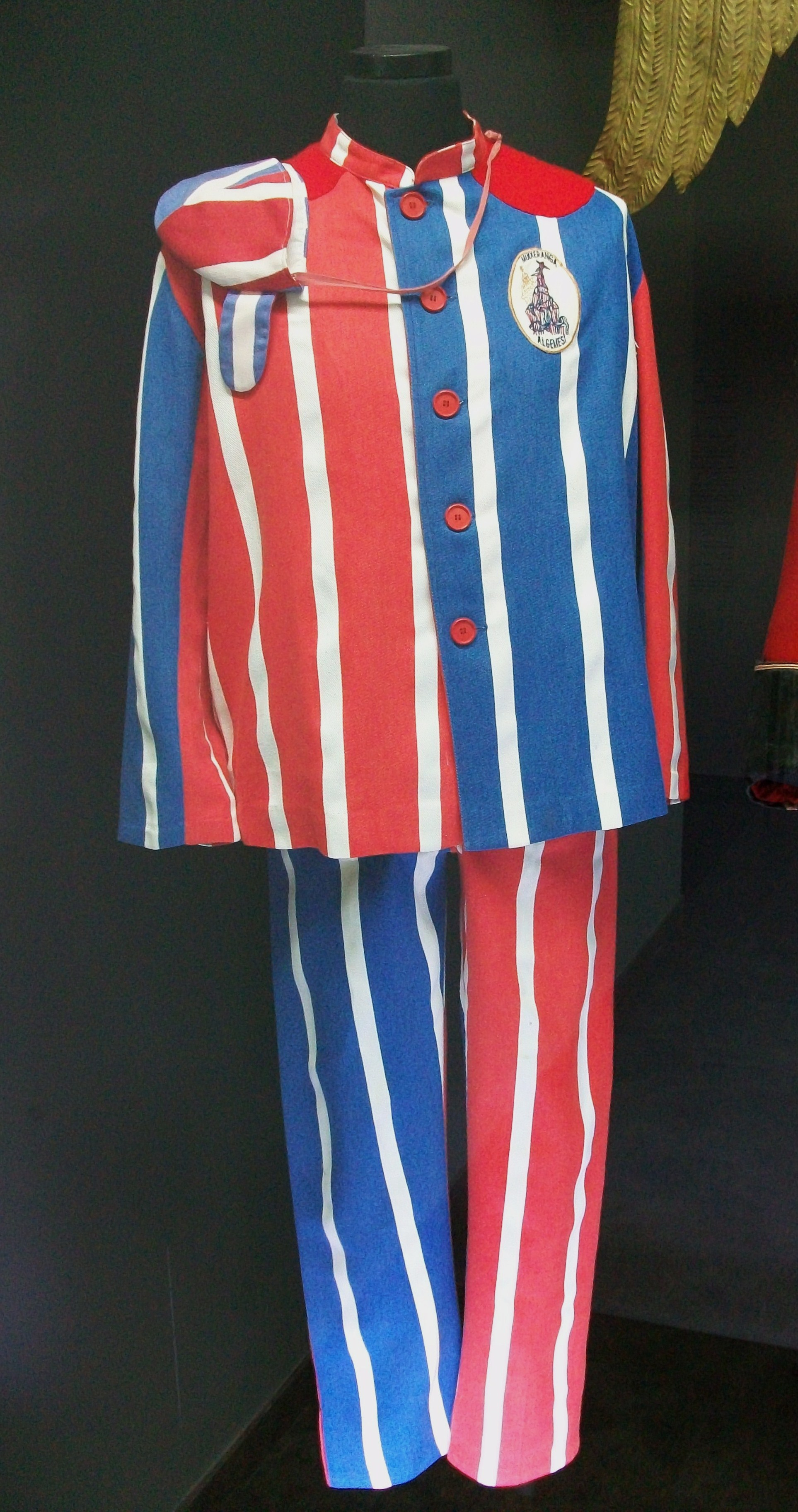
Uniforme

La colla original tenía solo treinta miembros, al parecer, porque ese era el número de uniformes disponibles. Estos uniformes se componían de un vestido arlequinado de tela de rallas azules y rojas sobre fondo blanco. El tejido era de tela basta y fuerte, de la vulgarmente conocida como de colchón, y parece que la combinación concreta de colores se debía a que esa era la que disponían los proveedores del vestuario. La indumentaria de la agrupación consta de una blusa ceñida y recta, abotonada por delante, pantalones largos, gorro con orejeras y espardeñas de suela delgada.

## Organización
Tradicionalmente, la dirección de una colla muixeranguera la llevaba un solo hombre, llamado mestre (maestro). Esta persona viste de una manera diferente al resto de miembros y lleva un cayado (gaiato) que le sirve para dirigir el desarrollo de las figuras y otras actividades.
Entre los mestres conocidos se encuentran Enric Francisco Gil “Cabrera” (década de 1920), Vicent Borràs Castell, Moreno Gleva (en la postguerra), Vicent Pelechano Esteve “Mona”, Vicent Roma Masià, Elies (1958), Antoni Blay Carbonell “el Barbero” (1959-1969, aproximadamente) y Salvador Úbeda Gómez.
A partir de 1973, y de la aparición del nuevo grupo (Amics de la Muixeranga, primeramente, y después Muixeranga d'Algemesí), han sido mestres Tomàs Pla Romaguera (1973-2003), Juan Beltran Garcia (2003-2014), José Donat Castell (2014-2017) y Marcos Castell Colomer (a partir de 2017).
Otro cargo tradicional es el botarga, que recoge las aportaciones de los espectadores. Tradicionalmente, cuando alguien quería que una figura se realizara frente a su casa, lo pedía al botarga a cambio de un pago en dinero.
Los recursos de las collas eran tradicionalmente escasos, cubriendo los gastos –vestidos, música, cirios- y generando unos magros ingresos a los muixerangueros que les compensaban por los jornales perdidos.
Desde 1973, con la creación de Amics de la Muixeranga y con la participación de personas de origen social más diversificado –estudiantes, médicos, abogados, ya no se limita a las clases menos pudientes de la población- la cantidad de personas que participa se ha incrementado mucho, hasta los trescientos miembros en el caso de la Muixeranga d'Algemesí.
Los ensayos se hacen en agosto. Hay fotografías de los que se hicieron en 1973, primeros de los Amics de la Muixeranga. Se realizaron en el Colegio Maristes de la calle Nueva del Convento, en Algemesí. Otros lugares donde se ha ensayado son la placeta de las Tres Moreras, las eras de Cabot y el patio del Patronato.